# Nørre Nissum Efterskole
Nørre Nissum Efterskole er en efterskole, der ligger ved byen Nørre Nissum i Lemvig Kommune. Der er plads til 160 elever fordelt mellem to årgange. Skolen blev grundlagt i 1887, som en højskole, af sognepræst Adolf Laurits Hansen.